# Museu Nacional Etrusco
O Museu Nacional Etrusco é um dos mais importantes museus dedicados à preservação da arte etrusca em todo o mundo. Localiza-se em Roma, e está instalado numa antiga mansão, a Villa Giulia.

## A Villa Giulia
O edifício foi construído entre 1551 e 1553 para o papa Júlio III, com um projeto de Giacomo Vignola, que foi auxiliado por Bartolomeo Ammannati, Giorgio Vasari e Michelangelo. Após o falecimento do proprietário o papa Paulo IV confiscou todas as propriedades que Júlio III havia reunido, e a Villa Giulia passou às mãos da Câmara Apostólica, sendo usada pelos Borromeo, sobrinhos do novo papa.
O edifício foi restaurado em 1769 por iniciativa de Clemente XIV, e depois da Unificação Italiana foi transformado em propriedade do Reino de Itália.

## O Museu

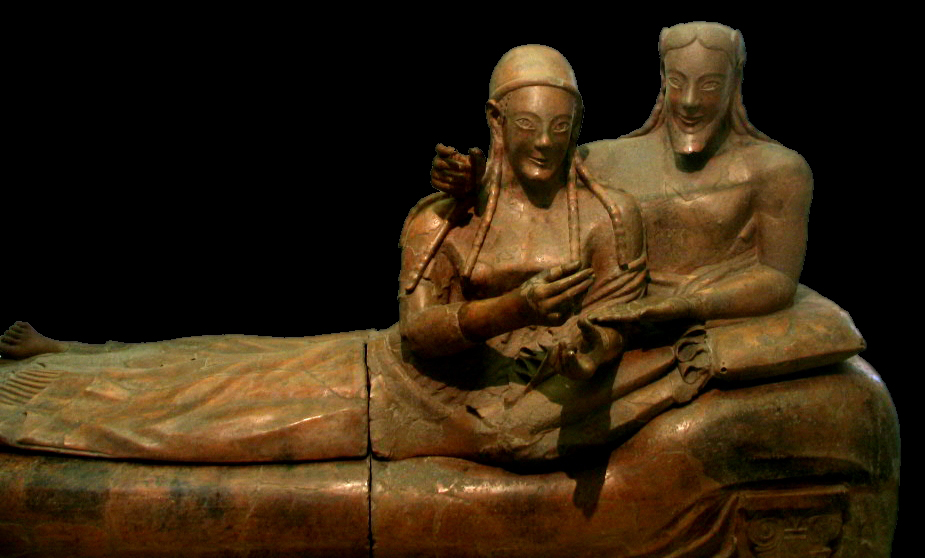
Sarcófago dos Esposos

O Museu Nacional Etrusco foi criado em 1889 como uma seção do Museu Nacional Romano, centrando seu interesse nos achados arqueológicos do entorno de Roma. Logo recebeu peças provenientes de Falérios (em latim: Falerii Veteres) e outros assentamentos pré-romanos ao norte da capital, configurando-se em um museu topográfico que competia com museus similares de Florença e da própria Roma. A coleção não cessou de crescer por isso, e acréscimos importantes foram de achados do Lácio e da Úmbria etrusca, especialmente em Veios e Vulcos, e de aquisição das coleções privadas Barberini e Castellani, e os espaços internos receberam reformas e extensões.
O museu por fim conquistou uma plena autonomia com a criação em 1939 da Superintendência para as Antiguidades da Etrúria Meridional. Eclodindo a Segunda Guerra Mundial novas ampliações e aquisições foram suspensas, só retomadas na década de 1950, com a criação de seções especiais para os sítios arqueológicos de Veios, Cere, Vulcos e Bisenzio, outra para um Antiquário e outras ainda para Palestrina (atual Palestrina), Úmbria e Agro Falisco, obrigando à instituição, em anos posteriores, de museus subsidiários em outras cidades com herança etrusca para aliviar a sede principal do excessivo números de peças recolhidas.
Nos anos 90 novas reformas foram realizadas para reorganização da coleção, com uma nova seção dedicada à Villa Giulia e outras a Tarquinia, à história do museu e às epígrafes, e recentemente vêm sendo elaborados outros projetos de sedes-satélite, para possibilitar a divulgação de grande número de objetos ainda em depósito.
A enorme quantidade de peças reunidas fornece uma visão extremamente detalhada da evolução da cultura etrusca, dividida nos seguintes períodos:

Apulu de Veios

- Villanova, com objetos de bronze de Vulci e das necrópoles de Veios e Bisenzio.
- Orientalizante, com uma kotyle de ouro com asas e esfinges proveniente de Preneste, oinocoai de Vulci e Tarquinia, e os primeiros vasos etruscos-coríntios.
- Arcaico, ilustrado comn obras como o Sarcófago dos Esposos, um candelabro de bronze com figuras e itens de joalheria, além do Apulu de Veios, uma representação do deus Apolo oriunda do Templo de Portonaccio de Veios, terracotas acroteriais do Templo das Pedras Caídas de Falérios e do Templo da Mater Matuta em Sátrico (atual Sutri).
- Severo, representado por cerâmicas e vasos em figura-vermelha, técnica importada da Grécia no século V a.C., relevos de templos em Pirgos, e estatuária importante como a Cabeça Malavolta.
- Clássico, com obras como uma cabeça de Zeus, uma cabeça de deusa não identificada achada em Pirgos, cerâmicas de Falisco, relevos do santuário de Apolo em Falérios, do santuário de Cele e peças funerárias com cenas mitológicas.
- Declínio, ilustrado por itens que atestam a gradual absorção da cultura etrusca pela romana, mostrando sarcófagos decorados e cerâmicas que quase se confundem com a produção autenticamente romana da mesma época.